# Alexander Hernández
Alexander Hernández (n. Cuscatlán, 1987) es un escritor salvadoreño.

## Reseña biográfica
Nació en el municipio de San Pedro Perulapán, Cuscatlán, ubicado a 20 km (kilómetros) al este de San Salvador. Siendo adolescente, se interesó por el ajedrez y la música, luego se inclinaría por la poesía. Estudió la licenciatura en Letras, en la Universidad de El Salvador, estudios que continuaría hasta obtener su maestría en estudios de cultura centroamericana, en la misma casa de estudios. Después estudió el máster en lexicografía hispánica y corrección lingüística (Universidad de León y Real Academia Española). Fue miembro fundador del Círculo Literario Solsticio en 2010. Además de escritor se ha dedicado a la edición de textos, como corrector de estilo y prologuista independiente. Trabajó junto al poeta Ricardo Lindo en la revista Ars.
En el presente se desempeña en la edición de textos, docencia universitaria y es director de la Revista cultural Malabardesde 2018.

## Obra
- El final del laberinto (cuentos, 2015)
- La evolución del cisne en la poesía de Rubén Darío (ensayo, 2015)[3]
- Viaje al centro del sueño (poesía, 2018)[4][5]
- Las editoriales independientes en El Salvador: 2006-2016 (Master thesis, 2019)[6]
- Memoria de las campanas (poesía, 2022)[7]
- El arte del bonsái (microcuentos, 2022)

## Distinciones
- Primer lugar en el Certamen Universitario «Justo Juez de la Noche» (cuento)
- Premio único de poesía Juegos Florales Nacionales de Zacatecoluca (poesía, 2013)[8]
- Primer premio en el II Certamen Literario «Maura Echeverría» (poesía, 2018)[9][10]
- Primer lugar en las Olimpiadas Nacionales de Educación Superior, edición Bicentenario de la Independencia Centroamericana (poesía, 2021).[11]